# Liste deutschsprachiger Zeitungen im westlichen Europa

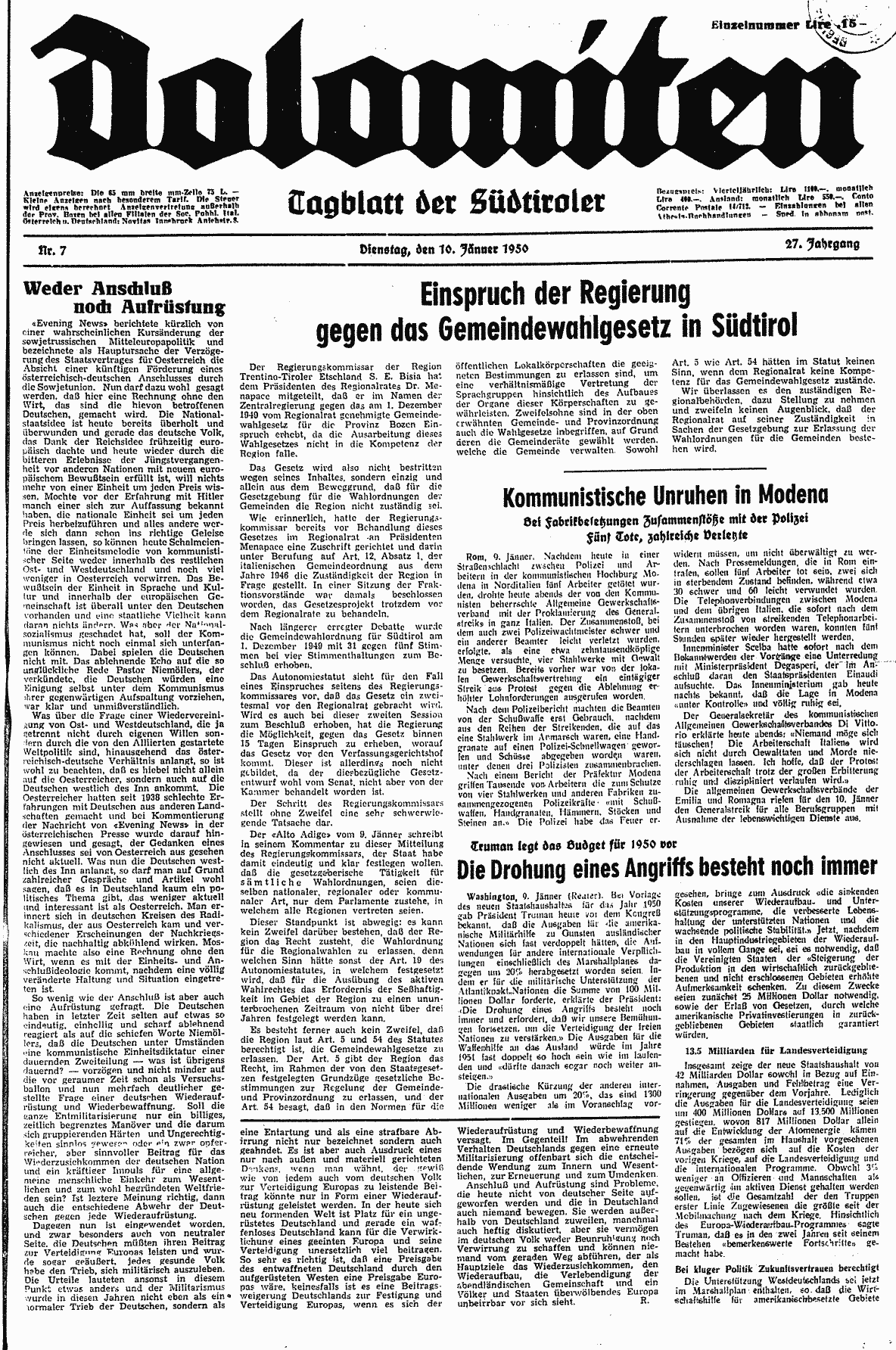
Dolomiten vom 10. Januar 1950, älteste und auflagenstärkste deutschsprachige Tageszeitung im westlichen Europa

Diese Liste enthält deutschsprachige  Zeitungen, die nördlich, westlich und südlich des deutschen Sprachraums erscheinen oder erschienen. Sie ist nicht vollständig.

## Geschichte
Seit dem 17. Jahrhundert erschienen deutschsprachige Zeitungen in Dänemark und im französisch eroberten Elsaß. Seit dem 19. Jahrhundert gab es  auch einige in Belgien, den Niederlanden und in Großbritannien.
Während des Ersten Weltkrieges wurden in einigen Ländern Lagerzeitungen für deutschsprachige Internierte herausgegeben, in anderen Ländern gab es deutsche Besatzungszeitungen. 
In den 1919 verlorenen deutschsprachigen Gebieten Südtirol, Elsaß-Lothringen, Ostbelgien und Nordschleswig gab es weiter viele deutschsprachige Periodika. In den 1930er und 1940er Jahren gab es deutschsprachige. Emigrantenzeitungen in Großbritannien und Frankreich, außerdem einige Zeitungen in den deutschbesetzten Ländern Belgien und Italien, und danach einige für deutsche Kriegsgefangene.
In den folgenden Jahrzehnten nahm die Anzahl deutschsprachiger Periodika im westlichen Europa immer weiter ab.
2024 gab es noch die Tageszeitungen Dolomiten und Die Neue Südtiroler Tageszeitung in Südtirol, sowie Grenz-Echo in Ostbelgien, außerdem einige weitere kleinere Zeitungen und Zeitschriften in Südtirol, Belgien und Spanien.

## Belgien
Besonders in Ostbelgien erscheinen und erschienen einige Zeitungen der deutschen Minderheit.
Eupen
- Eupener Zeitung, 1827–1944, wichtigste deutschsprachige Tageszeitung in Ostbelgien in dieser Zeit
- Eupener Nachrichten, 1909–1940, einzige katholische Tageszeitung in Ostbelgien in dieser Zeit
- Die neue Zeit, 1920–nach 1934, wöchentlich
- Grenz-Echo, seit 1927, einzige bestehende deutschsprachige Tageszeitung in Belgien
- Neue Nachrichten, 1955–1958, Tageszeitung
- Eupen aktuell, kommunale Zeitschrift

St. Vith
- St. Vither Zeitung, 1866–1965, Tageszeitung
- Krautgarten. Forum für junge Literatur, Literaturzeitschrift
- Kurier Journal,  Anzeigenblatt fürs südliche Ostbelgien und für Luxemburg
- Zwischen Venn und Schneifel,  Zeitschrift für Geschichte, Brauchtum und Kultur in Ostbelgien

Malmedy
- Der Landbote, 1920–nach 1934, wöchentlich

Aubel
- Die fliegende Taube, 1849–nach 1934, katholisches Volksblatt, zweimal wöchentlich

Arel
- Geschwënn. Zäitschrëft vum Arelerland, Zeitschrift in Moselfränkisch für Südostbelgien

Brüssel
- Belgisches Staatsblatt, Brüssel, Amtsblatt des Königreichs Belgien, seit 1847
- Belgischer Kurier, Brüsseler Tageszeitung, 1915–1918
- Deutsch-belgische Rundschau, 1932–nach 1934, zweimal monatlich
- Brüsseler Zeitung, 1940–1944, zuerst Tageszeitung

- Brüssel-Rundschau, 1996–2009, zuletzt alle drei Wochen
- Wallonia Export,  Wirtschaftszeitschrift über die Wallonie

## Dänemark
In Kopenhagen erschienen einige deutschsprachige Zeitungen, außerdem in Schleswig. Gegenwärtig gibt es keine allgemeinen deutschsprachigen Printzeitungen mehr in Dänemark
Kopenhagen
- Extraordinaires Relationes Aus Allerley Orten, Kopenhagen, 1672–1681, zweimal wöchentlich, erste bekannte deutschsprachige Zeitung in Dänemark
- Kopenhagischer Post-Reuter, 1702–1730
- Der nordische Aufseher, 1758–1760, (danach 1761 in Leipzig), wöchentlich
- Skandinavische Presse, 1913–1914, wöchentlich
- Kopenhagener Sonntagsblatt, dann Kopenhagener Zeitung. Publikationsorgan der deutschen Behörden, Gemeinden, Schulen und Vereine, (1919?)–1929, (zweimal?) wöchentlich, dann zweimal monatlich
- Deutsche Nachrichten. Zeitung für deutsche Flüchtlinge in Dänemark, 1943–1948, Emigrantenzeitschrift, dann von Dänischer Flüchtlings-Administration, wöchentlich

Schleswig
- Nachrichten vom Baltischen Meere, Hadersleben 1763–1765
- Flensburgisches Wochenblatt für Jedermann, 1773–1850
- Lyna, Hadersleben, 1797–1848, wöchentlich, kurzzeitig auch dänischsprachige Texte
- Wöchentliches Tondernsches Intelligenzblatt, 1813–1864/1869, dann Wöchentliches Kreisblatt des Kreises Tondern und Intelligenzblatt, 1869–1871, dann Kreisblatt des Kreises Tondern, (1894?)–1919
- Haderslebener Zeitung, 1919–1929, Tageszeitung

- Nordschleswigsche Zeitung, 1929–1945, dann
- Der Nordschleswiger,  Apenrade, 1946–2021, Tageszeitung der deutschen Minderheit Dänemarks, seitdem Onlinezeitung
- Kulturfokus, Pattburg, zweisprachige Kulturzeitschrift für die dänisch-deutsche Grenzregion

## Frankreich

### Elsaß-Lothringen
Das Gebiet Elsaß-Lothringen gehörte von 1682 bis 1870 und seit 1919 zu Frankreich. Es sind nur Zeitungen angegeben, die in dieser Zeit erschienen. In der Gegenwart gibt es dort nur noch einige wenige zweisprachige deutsch und französisch, sowie im Elsässer Dialekt.
Straßburg
- Straßburgische Zeitung, 1791–1794
- Strasburger privilegirte Zeitung 1787–1788
- Strasburger neue Zeitung,  1797–1798
- Straßburger Neueste Nachrichten, 1877–2012, wichtigste Tageszeitung im Elsaß, seitdem französischsprachige Fortsetzung
- Freie Presse für Elsaß-Lothringen, 1898–1939/1964
- Straßburger Neue Zeitung, 1909–1939
- Land un Sproch, Straßburg, zweisprachige Zeitschrift für elsässische Kultur
- Revue Alsacienne de Littérature / Elsässische Literaturzeitschrift
- Revue d’Allemagne et des Pays de langue allemande, Straßburg, Fachzeitschrift für Landeskunde

Mülhausen
- Mülhauser Tagblatt, 1884–1944; zweitauflagenstärkste Zeitung in Elsass-Lothringen
- Mülhauser Frauen-Zeitung, 1902–1944, wöchentlich
- Mülhauser Volkszeitung 1919–
- L’Alsace, Tageszeitung mit täglicher deutschsprachiger Beilage
- Journal des Ménagères,  Wochenzeitung in Französisch und Deutsch

Kolmar
- Elsässer Tagblatt, 1795–
- Elsässer Kurier, 1836–

Weitere Orte
- Paraple, Busendorf/Bouzonville,  zweisprachige Literaturzeitschrift
- S’Kleeblattel, Informationsblatt der Stadt Plobsheim in Französisch und Deutsch
- D‘ Heimet zwische Rhin un Vogese, Volgelsheim,  Zeitschrift für elsässische Mundarten

### Weitere Orte
In Paris und weiteren Orten in Frankreich erschienen einige deutschsprachige Zeitungen und Zeitschriften, auch in den 1940er Jahren durch Emigranten.
Paris
- Neue Pariser Zeitung, 1926–1934
- Pariser Tageblatt, 1933–1936, wichtigste  Emigrantenzeitung
- Pariser Tageszeitung, 1936–1940, Emigrantenzeitung
- Pariser Zeitung, 1941–1944, Tageszeitung der Besatzungszeit

Nizza
- Riviera-Côte d’Azur-Zeitung  monatlich  bis 2020
- RivieraZeit, Monatszeitung für Südfrankreich, Monaco und Nordwest-Italien

## Großbritannien
Spätestens seit 1789 erschienen in Großbritannien deutschsprachige Periodika. Zwischen 1845 und 1890  wurden einige Wochenzeitungen  von  deutschen Emigranten  während der scharfen Pressezensur in Preußen und des Sozialistengesetzes herausgegeben, weitere  zwischen 1938 und 1946. Außerdem gab es Zeitungen für deutsche  Kriegsgefangene zwischen 1915 und 1918 und 1945 und 1948. Dazu erschienen zahlreiche weitere deutschsprachige Zeitschriften und Mitteilungsblätter durch verschiedene Organisationen.
1789–1893
- Brittische Commerz- Staats- Litteratur- und Kunst-Nachrichten, London, 1789, wöchentlich, mindestens 6 Ausgaben, erste bekannte deutschsprachige Zeitung in Großbritannien
- Deutsche Londoner Zeitung. Blätter für Politik, Literatur und Kunst, 1845–1851, wöchentlich
- Die Neue Zeit. Organ der Demokratie, 1858–1859, wöchentlich
- Hermann. Deutsches Wochenblatt aus London, 1859–1869, dann Londoner Zeitung, 1870–1914
- Das Volk. Londoner Wochenzeitung, 1859, 16 Ausgaben, mit Beiträgen von Karl Marx und Friedrich Engels
- Freiheit. Social-demokratisches Organ, 1879–1882, wöchentlich,  dann in New York
- Der Sozialdemokrat. Internationales Organ der Sozialdemokratie deutscher Zunge, 1879–1890, wöchentlich, dann als Vorwärts in Berlin
- Londoner Freie Presse, 1886–1890, wöchentlich, durch Communistischen Arbeiter-Bildungs-Verein
- Die Autonomie. Anarchistisch-communistisches Organ, London, 1886–1893, vierzehntäglich

1915–1918
- Stobsiade. Zeitung des deutschen Kriegsgefangenen-Lagers Stobs in Schottland, 1915–1919, halbmonatlich
- Lagermitteilungen, Handforth-Camp, 1915–1916, täglich, dann  Blätter für Volksbildung, Camp Handforth, 1916–1917, wöchentlich
- Deutsche Zeitung, Brocton (Staffordshire), 1917–1918, Lagerzeitung, täglich

1938–1946
Emigrantenzeitungen
- Die Neue Weltbühne. Wochenschrift für Politik, Kunst, Wirtschaft, um 1938–1939, Fortsetzung von Die Weltbühne, Berlin
- Deutsche Zeitung in Großbritannien, 1938–1939, vierzehntäglich, dann wöchentlich
- Zeitspiegel. Eine Wochenschau, 1939–1946, durch Austrian Centre
- Freie Tribüne. German Antifascist Fortnightly, 1939–1946, halbmonatlich, durch Freie Deutsche Jugend
- Einheit. Sudeten German Antifascist Fortnightly, 1940–1945,  vierzehntäglich
- Deutsche Inselzeitung. Deutsch-englische Tageszeitung für die britischen Kanalinseln, 1940–1945, für deutsche Truppen auf Jersey
- Die Zeitung. Londoner Deutsches Wochenblatt, 1941–1945, täglich, dann wöchentlich, Emigrantenzeitung

Zeitungen für Kriegsgefangene
- Die Lagerpost. Nachrichten aus der Heimat und aller Welt für die deutschen Kriegsgefangenen in England, 1942–1943, wöchentlich, dann Die Wochenpost. Zeitung für die deutschen Kriegsgefangenen in England, 1944–1945
- Stimmen aus aller Welt. Lagerzeitung des P.O.W Camp 23, 1945–1946, täglich; dann Der Zaungast. Wochenzeitung der Kriegsgefangenen des Lagers 23, Shropshire, 1946–1947
- Zukunft. Wochenzeitung für Kriegsgefangene, London, 1945–1948
- Wir schaffen mit. Wochenschrift des Lagers 142,  Bristol, 1946–1947
- Im Querschnitt. Lagerzeitung des Lager 238, Haywards Heath, 1947, wöchentlich

## Italien

### Südtirol

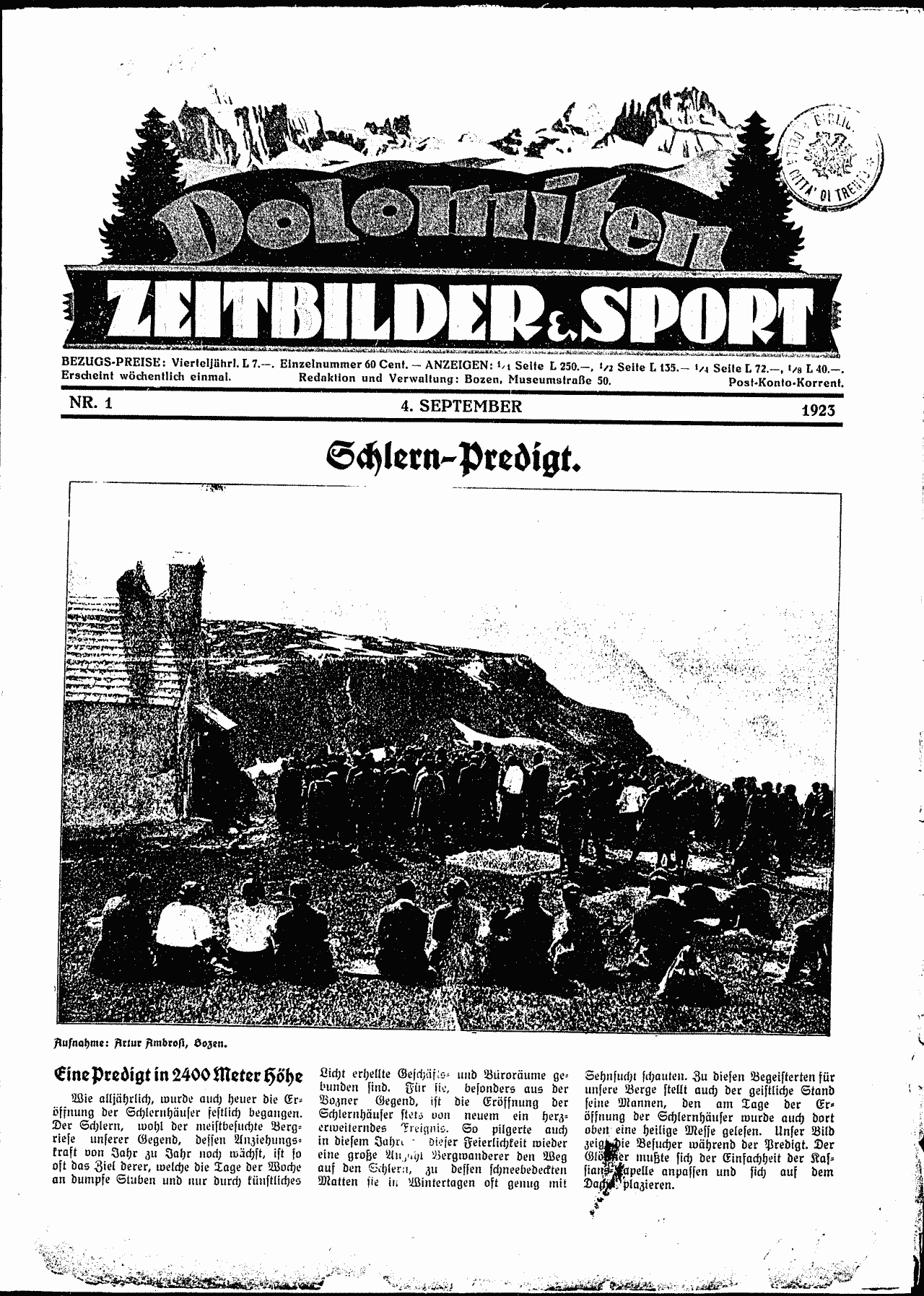
Dolomiten vom 4. September 1923, Erstausgabe

Die Provinz Südtirol kam 1920 von Österreich zu Italien. Es sind nur Zeitungen angegeben, die seitdem dort erschienen. Die wichtigsten deutschsprachigen sind in der Gegenwart die Tageszeitung Dolomiten, Die Neue Südtiroler Tageszeitung, ff. Das Südtiroler Wochenmagazin, außerdem erscheinen dort einige weitere deutschsprachige Zeitungen und Zeitschriften.
Bestanden nach 1918
- Pustertaler Bote. Brunecker Zeitung, 1850–1927, wöchentlich
- Südtiroler Volksblatt, Bozen, 1862–1925, wöchentlich
- Südtiroler Landeszeitung,  dann Meraner Zeitung, 1867/1920–1926, Tageszeitung
- Dolomiten, seit 1882, wichtigste Tageszeitung in Südtirol
- Brixener Chronik, 1888–1925, wöchentlich
- Bozner Nachrichten, 1893–1925, zuletzt Tageszeitung, dann Alpenzeitung
- Volksbote, Bozen, 1919–1995, wöchentlich,
- Südtiroler Wirtschaftszeitung, seit 1919, wöchentlich
- Alpenzeitung. Politisches Tagblatt der Provinz Bolzano, 1926–1943
- Katholisches Sonntagsblatt, seit 1927

- Amtsanzeiger der Präfektur Bozen / Foglio annunzi legali della prefettura di Bolzano ufficio stralcio, Bozen, 1928–1949
- Bozner Tagblatt, 1943–1945, einzige deutschsprachige Zeitung in Südtirol in dieser Zeit

Gegründet nach 1945
- Der Standpunkt. Wochenzeitung für abendländische Kultur, Politik und Wirtschaft, Bozen, 1947–1957
- Alpenpost. Illustrierte Südtiroler Wochenzeitung, Bozen, 1951–?
- Südtiroler Volkszeitung, dann Tandem. Südtiroler Wochenzeitung, Bozen, 1981–1983, zuletzt zweisprachig
- ff. Das Südtiroler Wochenmagazin, Bozen, seit  1980

- Zett. Die Zeitung am Sonntag, seit 1989
- Die Neue Südtiroler Tageszeitung, seit 1996, linksliberal
- Südtirol 24h, 2003–2004, Tageszeitung

Zeitschriften
- Der Schlern, seit 1920, landeskundliche Monatszeitschrift
- Turris Babel, seit 1985, Architekturzeitschrift

### Weitere Orte
- Deutsche Adria-Zeitung, Triest, 1944–1945, im besetzten Gebiet
- Die Woche in Florenz, 1954–1964, dreisprachig, auch englisch und französisch
- Deutsche Olympia-Zeitung, Rom, August–September 1960, täglich
- Amtsblatt der Autonomen Region Trentino-Südtirol / Bollettino ufficiale della Regione Autonoma Trentino-Alto Adige, Trient, 1972–2009

## Niederlande
In den Niederlanden erschienen einige deutschsprachige Wochenzeitungen und eine Tageszeitung bis 1945.
- Neuer Mercurius, 1678–1680, dann Amsterdamze Mercurius, 1689

- Holländische Zeitung, dann Holländische Hochdeutsche Zeitung, Amsterdam, 1786–1788, zweimal wöchentlich
- Deutsche Wochenzeitung in den Niederlanden, Amsterdam, 1893–1898, dann 
  - Deutsche Wochenzeitung für die Niederlande und Belgien, Amsterdam, 1899–1918, dann
  - Deutsche Wochenzeitung für die Niederlande, Amsterdam, Dann Dcheveningen, dann Den Haag,  1919–1942
- Deutsche Zeitung in Amsterdam, 1911–1912, wöchentlich
- Holländische Nachrichten. Organ des Nederlandsche Anti-Oorlog-Raad, Den Hagg, dann Leiden,   1913–1919, Antikriegszeitschrift, dreisprachig mit französisch und englisch, wöchentlich bzw. 14-täglich
- Der Kampf. Organ der Deutschen Kampfgruppen in Holland, 1917–1918, wöchentlich
- Freie Presse. Wochenblatt für geistige und politische Freiheit, Amsterdam, 1933–1934, Emigrantenzeitung
- Der Deutsche Weg. Katholisches Wochenblatt gegen die Irrtümer der Zeit und für christliche Lebenserneuerung, Oldenzaal, 1934–1940
- Deutsche Zeitung in den Niederlanden, 1940–Mai 1945, einzige deutschsprachige Tageszeitung in den Niederlanden

## Spanien
In Spanien erschienen einige  deutschsprachige Zeitungen, Zeitschriften und  Mitteilungsblätter. Gegenwärtig gibt es drei Wochenzeitungen in Tourismusregionen. 
- Deutscher Nachrichtendienst für Spanien, Barcelona, 1915–1916, täglich (?)
- Deutsche Warte. Deutsch-spanische Handelszeitung, Barcelona, 1916–1936, wöchentlich
- Deutsche Zeitung für Spanien, Barcelona, 1916–1988,  halbmonatlich, dann monatlich; danach Kontakt
- Das deutsche Blatt für Spanien / La gaceta alemana para España, Madrid, 1932, zweimal wöchentlich
- Der Herold. Deutsche Sonntagszeitung für Spanien, Palma de Mallorca, 1933–1934
- Pasaremos. Organ der XI. Brigade, Barcelona, 1937–1938, wöchentliche Zeitung der sozialistischen Internationalen Brigaden im Bürgerkrieg, mit Lion Feuchtwanger und Wilhelm Pieck
- Es, 1963–1978,  wöchentlich, dann halbmonatlich,  durch Servicio Informativo Español, Madrid
- Costa-del-Sol-Magazin. Die spanische Wochenzeitung in deutscher Sprache, Málaga, 1972–1973
- Costa Blanca Nachrichten. Unabhängige Wochenzeitung, Beissa (Alicante), 1974–nach 2006, verbreitetste deutschsprachige Zeitung in Festland-Spanien in dieser Zeit, jetzt online
- Mallorca Magazin, seit 1978, wöchentlich
- Kanaren Express, 1981–2017, 14-täglich
- Info Canarias. Das deutschsprachige Wochenmagazin, 1991–2011
- Wochenspiegel, Santa Cruz de Teneriffa, 1991–2004, seitdem  Wochenblatt
- Costa del Sol Nachrichten. Unabhängige Wochenzeitung, 1996–2024
- Teneriffa Magazin, 1999–2001, wöchentlich
- Mallorca Zeitung, seit 2000, wöchentlich
- Costa-Cálida-Nachrichten. Unabhängige Wochenzeitung, 2004–2023
- Costa Blanca Rundschau, 2005–2007

- Fuerteventura Zeitung, 2007– 2020, 14-täglich, seitdem online